# Władysław Grechuta
Władysław Grechuta (ur. 1908 w Zamościu, zm. 1997 w Gdyni) – polski lekkoatleta chodziarz, oficer Marynarki Wojennej.

## Kariera sportowa
W 1938 roku zajął 3. miejsce na mistrzostwach Polski seniorów w chodzie na 50 km na zawodach rozegranych w Krakowie.
W 1936 został także drużynowym mistrzem Wojska Polskiego w szermierce w konkurencji bagnetu.
W czasie swojej kariery sportowej należał do klubu Flota Gdynia.

## Życiorys
Władysław Grechuta jako marynarz brał udział w obronie wybrzeża w 1939 roku, w czasie II wojny światowej. Został pojmany i do 1945 roku przebywał w obozie jenieckim. Awansował w Marynarce Wojennej do stopnia komandora podporucznika.
Pracował jako działacz w klubie Flota Gdynia – koordynował sekcję lekkoatletyczną, w latach 1953–1961 był jego kierownikiem, a w latach 1964–1983 zrządzał pływalnią. Znajdował się w składzie zarządu Gdańskiego Okręgowego Związku Lekkiej Atletyki.

## Osiągnięcia

### Seniorzy – krajowe
| Rok  | Impreza                     | Miejsce | Konkurencja   | Pozycja    | Wynik     |
| ---- | --------------------------- | ------- | ------------- | ---------- | --------- |
| 1938 | Mistrzostwa Polski seniorów | Kraków  | chód na 50 km | 3. miejsce | 5:37:57,5 |